# Eksploracja procesów
Eksploracja procesów (ang. process mining) – zbiór metod i narzędzi wykorzystywanych do budowy modeli procesów, ich weryfikacji i rozbudowy na podstawie danych pochodzących z dzienników zdarzeń powszechnie dostępnych we współczesnych systemach informatycznych, gdzie dane te opisują rzeczywisty (tj. nie hipotetyczny) przebieg procesów biznesowych.
Na eksplorację procesów składają się metody (automatycznego) odkrywania modeli procesów biznesowych (budowanie modeli procesów na podstawie dzienników zdarzeń), weryfikowania procesów biznesowych (analiza odchyleń w wykonaniach procesów przez porównywanie modeli i dzienników zdarzeń), analiza sieci społecznej/analiza organizacyjna, automatyczne budowanie modeli symulacyjnych, predykcja i rekomendacje działań oparte na danych historycznych.

## Ogólna charakterystyka
Tłem dla rozwoju metod eksploracji procesów są trzy trendy:
1. upowszechnienie narzędzi ukierunkowanych na doskonalenie procesów,
2. rozwój metod analizy dużych ilości danych i wykorzystanie tych metod w zastosowaniach biznesowych,
3. rozwój systemów komputerowego wspomagania procesów biznesowych, a wraz z nim gwałtowny wzrost ilości danych generowanych przez te systemy; do takich systemów zaliczyć można m.in. systemy zarządzania przepływem prac (ang. workflow management systems, WfMS), systemy ERP, systemy CRM.

Eksploracja procesów pozwala na odkrywanie wiedzy na podstawie analizy zdarzeń (ang. event logs), które powszechnie gromadzone są w systemach informatycznych. Generowane przez systemy zbiory takich zdarzeń nazywa się dziennikami zdarzeń. Zdarzenia mogą być różnego rodzaju, od pobrania pieniędzy z bankomatu, utworzenia zamówienia w systemie, wprowadzenia danych faktury, czy skonfigurowania maszyny rentgenowskiej, do złożenia wniosku o wydanie prawa jazdy, złożenia zeznania podatkowego, czy potwierdzenia zakupu e-biletu.
Eksploracja procesów bazuje na faktycznych danych wygenerowanych podczas realizacji procesu i pozwala na uzyskanie wglądu w faktyczny sposób realizacji procesu. Odkryte na podstawie analizy danych modele procesów nazywa się modelami de facto. Modele de facto mogą być porównane z modelami procesów utworzonych przez projektantów procesów, tzw. modele de jure. W ten sposób otrzymuje się porównanie faktycznego funkcjonowania organizacji z zakładanym.
Przykładowe zastosowania metod eksploracji procesów to identyfikacja wąskich gardeł, antycypowanie przyszłych problemów, rejestrowanie naruszenia przepisów prawa lub polityki bezpieczeństwa w systemie informatycznym, rekomendowanie działań zaradczych i usprawniających.
Eksploracja procesów jest relatywnie młodą dziedziną badań, z pogranicza nauk: inteligencji obliczeniowej, uczenia maszynowego, eksploracji danych oraz modelowania i analizy procesów.

## Wykorzystanie w cyklu życia procesu
Tradycyjne metody zarządzania procami biznesowymi zakładają cztery etapy w cyklu wykonania procesu biznesowego:
1. projektowanie procesu polegające na utworzeniu nowego lub zmianie istniejącego modelu procesu,
2. utworzenia instancji procesu, jej konfigurację i uruchomienie,
3. monitorowanie wykonania instancji procesu,
4. analizę wykonania procesu pod kątem ulepszenia.

W fazie projektowania procesu i jego uruchomienia kluczową rolę odgrywają modele procesu. W fazie monitorowania i analizy kluczową rolę odgrywają dane generowane podczas wykonania instancji procesu. Eksploracja procesów biznesowych powala na efektywne zamknięcie cyklu wykonania procesów przez dostarczenie metod pozwalających na automatyczną lub półautomatyczną analizę danych generowanych podczas wykonywania instancji procesów i w ten sposób sformułowania przesłanek do przeprojektowania modeli wykonania procesów. Niektóre metody eksploracji procesów zapewniają także wsparcie na etapie projektowania modelu procesu oraz na etapie konfigurowania i wykonania instancji procesu.

## Dzienniki zdarzeń
Punktem wyjścia do eksploracji procesów jest dziennik zdarzeń. Wszystkie metody eksploracji procesów zakładają, że możliwy jest sekwencyjny zapis zdarzeń generowanych przez systemy informatyczne w taki sposób, żeby każde zdarzenie odpowiadało wykonanej w procesie czynności i było powiązane z konkretną instancją procesu.
Poza nazwą czynności jakiej odpowiada każde zdarzenie, dzienniki zdarzeń mogą zawierać także inne informacje o zdarzeniach, tzw. dane kontekstowe, jak zasoby (ludzie lub urządzenia) wykorzystywane podczas wykonania instancji procesu, informacje o wykonywaniu lub inicjowaniu czynności, znacznik czasu lub inne dane zapisywane wraz ze zdarzeniem, np. wielkość zamówienia.
Zdarzenia większości systemów informatycznych generowane są w nieustrukturyzowanej formie. Ponadto typową jest sytuacja, gdy organizacja korzysta z więcej niż jednego systemu informatycznego wspierającego jej procesy biznesowe, gdzie każdy z wykorzystywanych systemów zapisuje zdarzenia w innej postaci. Ekstrahowanie informacji o zdarzeniach polega na pobraniu z systemów informatycznych gromadzonych przez nich danych, usunięciu danych zbędnych (np. błędnych, duplikujących się, nie związanych z żadną instancją procesu), ujednoliceniu zbioru danych i powiązaniu danych z różnych systemów ze sobą. Metody ekstrahowania informacji o zdarzeniach jest nieodłącznym elementem eksploracji procesów. Standardem de facto wykorzystywanym do uniwersalnej reprezentacji zdarzeń jest XES oparty na języku XML.

## Klasyfikacja metod eksploracji procesów
Wyróżnia trzy podstawowe grupy metod eksploracji procesów:
1. metody odkrywania modeli procesów,
2. metody weryfikacji modeli procesów,
3. metody rozbudowy modeli procesów.

### Metody odkrywania modelu procesu
Metody odkrywania modelu procesu przekształcają dane wejściowe pochodzące z dzienników zdarzeń w model procesu. Przekształcenie to następuje bez wykorzystania informacji a priori, tj. jakichkolwiek informacji dotyczących tego jak w zamierzeniu proces powinien wyglądać. Zbudowany model zazwyczaj ma postać grafu (np. sieć Petriego, BPMN, EPC lub diagram aktywności UML).

### Metody weryfikacji modelu procesu
Metody weryfikacji modelu procesu polegają na porównaniu istniejącego modelu procesu z zapisami z dziennika zdarzeń dotyczącymi rzeczywistego procesu. Weryfikacja modelu może być wykorzystana do sprawdzenia, czy wykonane czynności instancji procesu zapisane w dzienniku zdarzeń są zgodne z modelem i na odwrót.

### Metody rozbudowy modelu procesu
Metody rozbudowy modelu procesu polegają na rozszerzeniu i udoskonaleniu istniejącego modelu procesu przez wykorzystanie informacji kontekstowych o rzeczywistych wykonaniach czynności zapisanych w dzienniku zdarzeń. Podczas gdy, weryfikacja modelu procesu dokonuje oceny zgodności modelu z danymi rzeczywistymi o przebiegu procesu, rozbudowa modelu procesu ma na celu zmianę lub rozszerzenie modelu istniejącego.

## Perspektywy eksploracji procesów
Eksploracja procesów nie ogranicza się jedynie do analizy struktury modelu procesu i analizy zależności pomiędzy wykonaniami różnych czynności. Na podstawie danych kontekstowych gromadzonych w dziennikach zdarzeń możliwe są także inne analizy, np. analiza sieci społecznej, analiza struktury organizacyjnej. Możliwość analizy danego aspektu działania organizacji zależy od zbioru danych kontekstowych. Wyróżnia się cztery perspektywy eksploracji procesów:
1. perspektywa przepływu sterowania,
2. perspektywa organizacyjna,
3. perspektywa instancji procesu,
4. perspektywa czasu.

Wymienione perspektywy pozwalają na ortogonalne do wyróżnionych powyżej trzech podstawowych grup, pogrupowanie metod eksploracji procesów.

### Perspektywa przepływu sterowania
Celem tej grupy metod eksploracji procesów jest odkrycie modelu procesu i analiza kolejności, w jakiej wykonywane są czynności i znalezienie odpowiedniego zapisu wszystkich możliwych wariantów wykonania procesu.

### Perspektywa organizacyjna
Celem tej grupy metod eksploracji procesów, jest analiza informacji o zasobach zgromadzonych w danych o zdarzeniach, tj. informacji o tym kto jest zaangażowany w proces (osoby, systemy, role, działy), jaka jest ich rola i wzajemne powiązania. Wynikiem analizy jest odkrycie struktury organizacyjnej przez grupowanie osób według kryterium roli i jednostki organizacyjnej albo ukazanie sieci społecznej w organizacji.

### Perspektywa instancji procesu
Celem tej grupy metod eksploracji procesów jest analiza właściwości konkretnej instancji procesu. Przykładowo, instancje procesu mogą być opisane atrybutami instancji procesów oraz oczywiście zbiorem zdarzeń i ich atrybutów.Dane te pozwalają na wnioskowanie i pogłębioną analizę instancji procesu. Jeśli instancja procesu reprezentuje uzupełnienie zapasów, warto wiedzieć, kto jest dostawcą lub jaka jest ilość zamówionego produktu.

### Perspektywa czasu
Celem tej grupy metod eksploracji procesów jest analiza rozkładu wykonania czynności w czasie i częstotliwości występowania zdarzeń. W sytuacji gdy zdarzenia mają znaczniki czasu, wówczas możliwe jest odkrywanie wąskich gardeł, przewidywanie czasu zakończenia wykonywanego procesu itp.

## Wspomaganie operacyjne
Większość metod eksploracji procesów zajmuje się analizą danych historycznych gromadzonych w dziennikach zdarzeń. Celem tych metod jest odkrycie wiedzy na temat wykonania przeszłych instancji procesu. Można jednak wskazać zbiór metod, które służą do analizy danych związanych z aktualnie wykonywanymi i trwającymi instancjami procesów. Metody te oferują wsparcie operacyjne przy wykonaniu instancji procesów. Wyróżnia się trzy grupy metod wsparcia operacyjnego:
1. metody rozpoznania,
2. metody predykcji,
3. metody rekomendacji.

### Rozpoznanie
Metody rozpoznania w czasie rzeczywistym weryfikują zgodność wykonania instancji procesu z modelem tego procesu. Weryfikacja ta polega na zidentyfikowaniu momentu, w którym przebieg instancji procesu odbiega od jego modelu.

### Predykcja
Metody predykcji wykorzystują dane z dziennika zdarzeń do budowy modeli predykcyjnych. Model te są wykorzystywane do sterowania uruchomionymi instancjami procesów. Np. możliwa jest predykcja czasu pozostałego do wykonania procesu dla danego przypadku.

### Rekomendacja
Metody rekomendacji pozwalają na zbudowanie systemu rekomendacji opartego na mechanizmie predykcji, który zaproponuje określone działania w celu podniesienia efektywności wykonania procesu np. zredukowania kosztów lub skrócenia czasu przepływu.

## Oprogramowanie
W chwili obecnie istnieją aplikacje oferujące pewne funkcje związane z eksploracją procesów. Najbardziej rozwiniętym narzędziem jest oprogramowanie ProM, rozwijane w środowisku akademickim. ProM jest oprogramowaniem otwartym, które może być wykorzystywane w celach naukowych i komercyjnych.

## Process Scientist
W kontekście eksploracji procesów pojawia się pojęcie Process Scientist jako określenie osoby zajmującej się analizami danych mających na celu odkrycie wiedzy na temat procesów. Pojęcie to proponuje się w nawiązaniu do terminu data scientist.